# Walter Simonis
Walter Simonis (* 5. November 1940 in Hamburg, aufgewachsen in Düsseldorf; † 30. August 2012 in Bad Kohlgrub) war ein deutscher römisch-katholischer Theologe und lehrte bis zu seiner Emeritierung 2005 an der Universität Würzburg.
Nach einem Jurastudium in Würzburg promovierte er 1964 mit einer Arbeit über Die Ordenszucht und das Strafrecht der Bursfelder Kongregation zum Dr. iur. Danach absolvierte er ein Studium der Philosophie und Theologie in Innsbruck und Rom. In Rom empfing er am 10. Oktober 1968 die Priesterweihe. Als wissenschaftlicher Assistent an der Universität Würzburg promovierte er 1970 über Ecclesia visibilis et invisibilis („Sichtbare und unsichtbare Kirche“), 1971 habilitierte er sich mit einer Arbeit über Trinität und Vernunft. Historische und systematische Untersuchungen zur rationalen Beweisbarkeit der Trinität. 1971 wurde er Privatdozent, 1972 Universitätsdozent. Von 1978 bis 2005 war er Professor für Dogmatik und Dogmengeschichte an der Universität Würzburg.
In seinem Buch Markus, der Evangelist und Jünger, den Jesus liebte stellte er eine neue Theorie über den Lieblingsjünger des Johannesevangeliums auf.

## Publikationen
- Der gefangene Paulus. Die Entstehung des sogenannten Römerbriefs und anderer Schriften in Rom., Frankfurt a. M. 1990, ISBN 3-631-42024-2
- Markus, der Evangelist und Jünger, den Jesus liebte, Frankfurt a. M. 2004, ISBN 3-631-52463-3
- Schmerz und Menschenwürde. Das Böse in der abendländischen Philosophie, Würzburg 2001, ISBN 3-8260-2100-2
- Ursprung und Geschichte der Kunst, München 1984, ISBN 3-88219-335-2
- Auferstehung und ewiges Leben? Die wirkliche Entstehung des Osterglaubens, Düsseldorf 2002, ISBN 3-491-70345-X
- Über Gott und die Welt. Gottes- und Schöpfungslehre, Düsseldorf 2004, ISBN 3-491-70375-1
- Jesus Christus, wahrer Mensch und unser Herr. Christologie, Düsseldorf 2004, ISBN 3-491-70379-4
- Die Kirche Christi. Ekklesiologie, Düsseldorf 2005, ISBN 3-491-70384-0
- Lebenszeichen der Kirche. Sakramentenlehre, Düsseldorf 2006, ISBN 3-491-70398-0